# Yeshe Tenbey Nyima
Yeshe Tenbey Nyima (1758-1773) was de derde jabzandamba van Mongolië en de eerste van Tibetaanse afkomst.

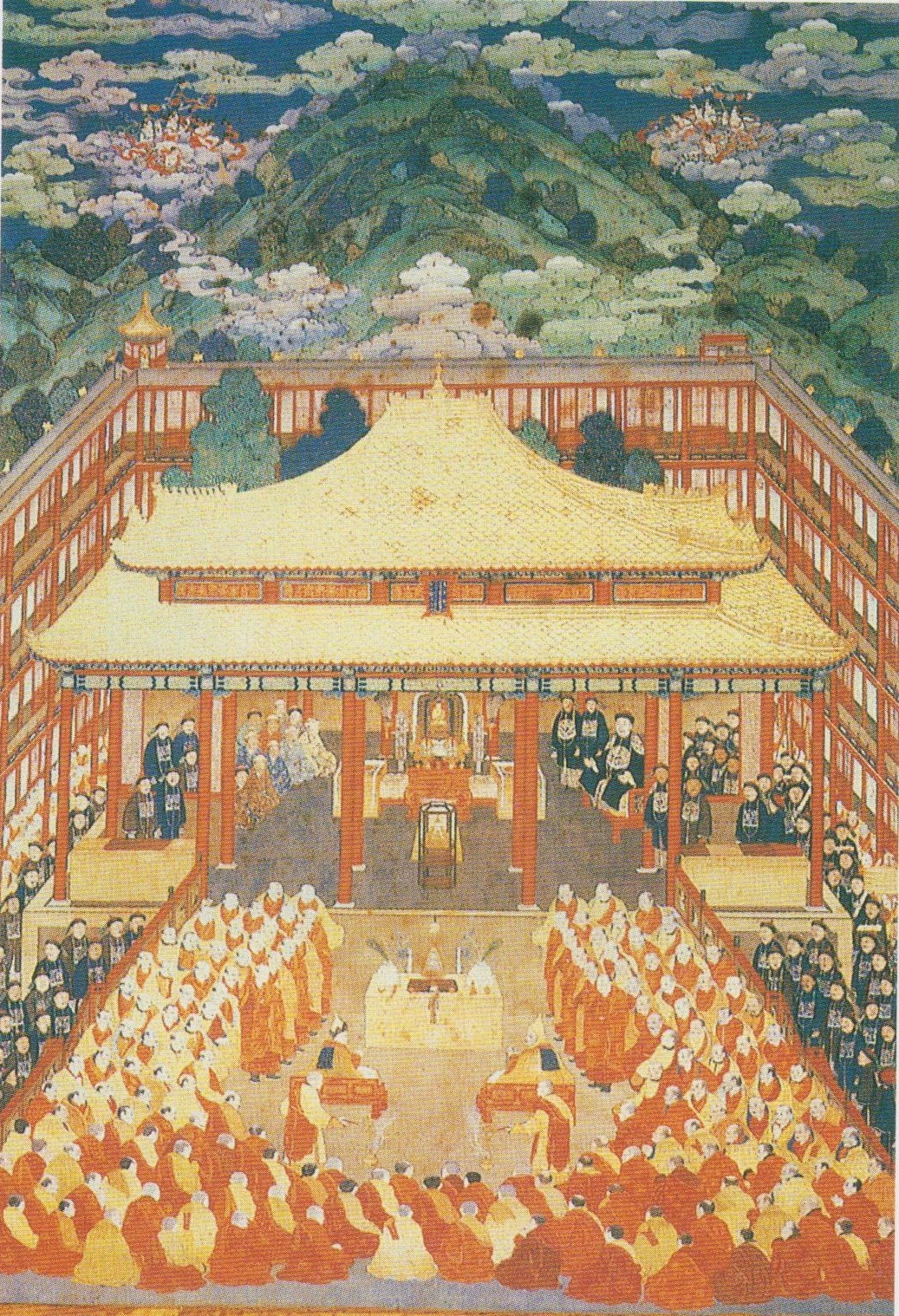
Yeshe Tenbey Nyima preekt in Jehol

In 1756 had de Chinese keizer Qianlong besloten ieder risico van een alliantie tussen mogelijk toekomstig Mongools verzet en een wellicht charismatische autochtoon Mongoolse jebtsundamba uit te sluiten. Het gevolg daarvan was dat toekomstige reïncarnaties voortaan alleen nog in Tibet gevonden zouden worden.
Hij werd geboren in een van de hoogste adellijke families in Kham. Zijn moeder was een prinses uit het koninklijk huis van Litang. Na zijn erkenning als reïncarnatie van Losang Tenbey Drönmey werd hij eerst naar Jehol gebracht om daar zijn eerbied te moeten uitspreken voor Qianlong. Daarna vestigde hij zich in Urga.
Er was bij de Mongoolse lama's aanzienlijke weerstand tegen het moeten accepteren van een reïncarnatie uit Tibet. Al tijdens zijn installatie was er een rivaal, een andere incarnatie van de tweede jabzandamba die zijn zetel had in het zuidwesten van het land. De Mongoolse adel kon zich niet rechtstreeks uitspreken tegen de selectie van Yeshe Tenbey, maar diende een petitie bij de keizer in met het verzoek dat Yeshe Tenbey niet in Urga zou resideren, maar in Dolon Nor in Binnen-Mongolië. Dat verzoek werd afgewezen.
Historici die over dit onderwerp hebben gepubliceerd,gaan er dan ook van uit dat hij op de leeftijd van vijftien jaar door een aantal Mongoolse lama's is vermoord. Dit wordt ook in de biografie van de vijfde jabzandamba vermeld.
Na zijn dood was er bij de Khalkha-Mongolen weer enige verwachting, dat de volgende incarnatie van Mongoolse afkomst zou kunnen zijn. Op basis van waargenomen voortekenen maakt het Tibetaans staatsorakel in 1774 bekend dat de volgende reïncarnatie het te verwachten kind zal zijn van de op dat moment zwangere vrouw van de Mongoolse Toesjeti Khan. Enige maanden later blijkt dat kind een meisje te zijn.
Als de vierde Jabzandamba wordt dan uiteindelijk een neef van de zevende dalai lama geselecteerd.